# (7602) Yidaeam
(7602) Yidaeam (1994 YW1) – planetoida z grupy pasa głównego asteroid okrążająca Słońce w ciągu 5,3 lat w średniej odległości 3,04 j.a. Odkryta 31 grudnia 1994 roku.